# Stylisma humistrata
Stylisma humistrata är en vindeväxtart som först beskrevs av Thomas Walter, och fick sitt nu gällande namn av Chapman. Stylisma humistrata ingår i släktet Stylisma och familjen vindeväxter. Inga underarter finns listade i Catalogue of Life.